# Pterolophia mallicolensis
Pterolophia mallicolensis là một loài bọ cánh cứng trong họ Cerambycidae.